# Indiana Jones and the Last Crusade: The Action Game
Indiana Jones and the Last Crusade: The Action Game es un juego de acción basado en la película Indiana Jones y la última cruzada lanzado en 1989 por Lucasfilm Games. Fue publicado para una gran cantidad de plataformas entre las que se encuentran ZX Spectrum, Amstrad CPC, Commodore 64, Atari ST, Amiga, IBM PC, Master System, Sega Mega Drive y Game Gear. Para NES y Game Boy existen dos versiones completamente diferentes del juego Indiana Jones and the Last Crusade, sin ningún subtítulo para diferenciarlas entre sí.

## Descripción
Al igual que en la película (y en la más conocida aventura gráfica), tu deber es encontrar el Santo Grial. Pero antes de ello debes encontrar la cruz de Coronado, un escudo, y un diario. 
Esto hace un total de cinco niveles de aventura arcade con misiones tales como escalar planicies, exploración (con varias rutas a través de cada nivel y algunas trampas) y acertijos. Indy está armado con su confiable látigo para combatir enemigos, pero también se puede involucrar en un combate mano a mano. 
El primer lugar toma lugar en las cavernas de Utah en búsqueda de la cruz de Coronado, antes de poder llegar a un circo andante lleno con trampas. El tercer nivel combina en uno solo los escenarios de las catacumbas venecianas y el castillo Brunwald en Austria. El cuarto nivel toma lugar en un zepelín que está lleno de guardias y escaleras. El último escenario requiere que Indy recupere el Grial para salvar a su padre antes de que sucumba a la herida de bala infligida por Donovan. 